# Кидуш

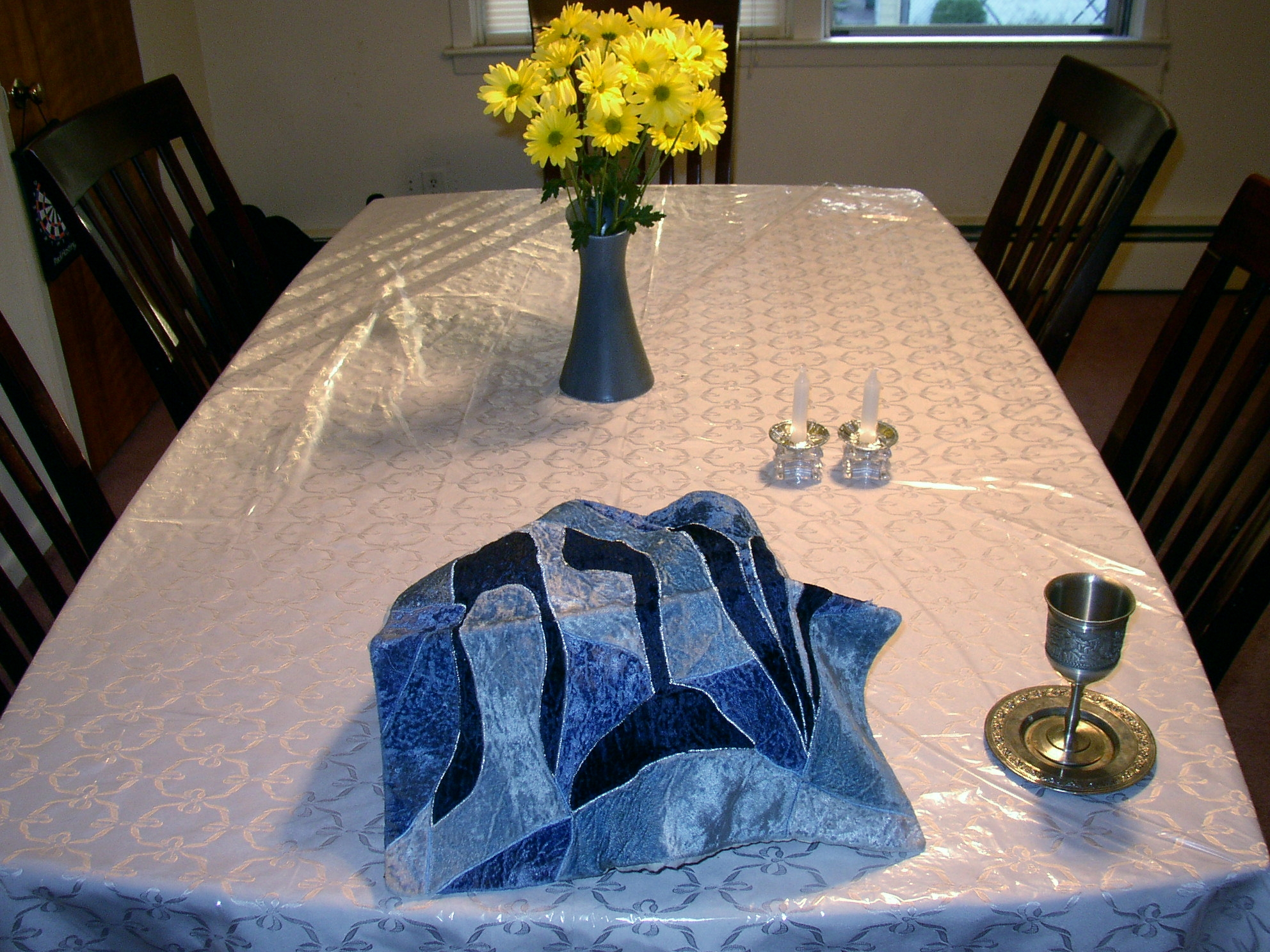
До наступления субботы (в пятницу вечером) хозяйка-еврейка зажигает пару свечей. Хозяин еврейского дома, над накрытой праздничной накидкой с надписью «шаббат» парой хал, произносит кидуш над кубком с вином

Киду́ш (кидду́ш, от ивр. קידוש‎ — «освящение») в талмудическом иудаизме — благодарственная молитва за освящённые и дарованные Богом народу Израиля дни субботы и праздников, провозглашающая святость этих дней, а также обряд проведения этой молитвы. Молитву произносят, как правило, над бокалом вина. Обряд «Кидуш» является одной из 613 заповедей Торы.

## Текст

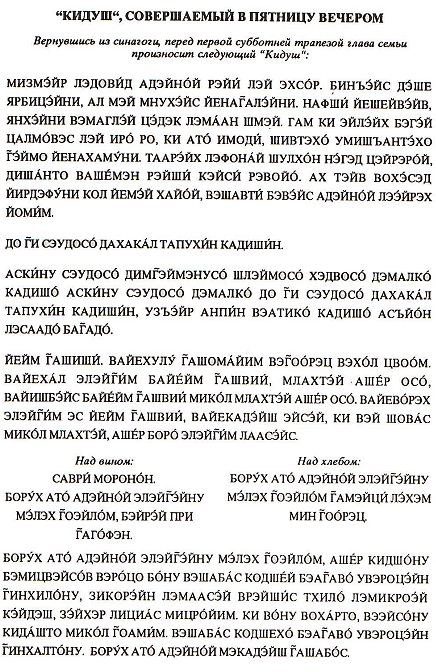
Транслитерация молитвы

Текст, в основном, был составлен в эпоху гаонов и за исключением совсем небольших изменений окончательно установлен Маймонидом. Редакции Кидушa — различны для субботы, трёх паломнических праздников и Рош ха-Шана, для читаемого накануне праздничного дня и в сам этот день. Основной текст состоит из трёх частей:
1. Вводная часть — библейские стихи, посвящённые данному дню (например, в канун субботы ва-йехулу — Быт. 1:31, 2:1—3).
2. Благословение вина (или благословение хлеба).
3. Благословение и освящение наступающего дня.

Также допускают совершать Кидуш только на хлеб.

## Обряд
Согласно Талмуду, практика произнесения Кидуша существовала уже в I веке до н. э., по преданию — ещё в III веке до н. э. Источник обряда «Кидуш» находится в четвёртой из Десяти заповедей: «Помни день субботний, чтобы святить его» (Исх. 20:8). В Талмуде эту заповедь трактуют как обязанность отделения шаббата от будничных дней путём прославления шаббата при его наступлении (Кидуш) и по завершении (Хавдала). По некоторым мнениям, лишь Кидуш при наступлении шаббата является заповедью Торы, а Хавдала является постановлением раввинов. Поскольку Кидуш был домашним обрядом, изначально он не регулировался строго.
Законоучители Талмуда постановили, что Кидуш следует совершать над бокалом вина и он должен быть совершён не только перед вечерней трапезой в канун субботы и установленных праздников (как происходило во времена до Мишны), но и перед полуденной трапезой в сами эти дни (קידושא רבא, кидуша раба, что в переводе с иудео-арамейского означает «великий Кидуш»).
Вино может быть заменено двумя трапезными хлебами (халами) или каким-либо другим напитком, но только если этот напиток ценят в данной стране наравне с вином. Считали большой заслугой всегда иметь вино для Кидуша.
Аггада (Берах., 43в; Шаб., 113в) приписывает целебное свойство вину над которым произносят Кидуш в синагоге; оно способно улучшить зрение, если им смазать глаза. Позже веру в эту чудодейственную силу распространили и на вино домашнего кидуша.
По Маймониду совершение Кидуша — это 213-я предписывающая заповедь.

### Законы Кидуша
Кидуш обязательно произносят в том помещении, где совершают праздничную трапезу. По наступлении праздника или субботы запрещают принимать пищу до совершения Кидуша. В древности, когда приезжие бедняки находили приют и пищу в синагогах, Кидуш произносили и в синагогах, отсюда обычай, кроме обязательного для каждого в отдельности Кидуша перед трапезой, читать Кидуш в синагоге после молитвы. Если присутствуют несколько человек, то один (глава семейства) читает молитву, а присутствующие после каждого благословения произносят «аминь». Пока Кидуш произносят над вином, праздничные халы лежат на столе, накрытые специальной салфеткой. Чтение Кидуша в большинстве общин принято выслушивать стоя. По окончании глава семейства отпивает несколько глотков вина и передаёт бокал членам семьи и гостям. В большинство праздничных дней вечерний Кидуш завершают благословением ше-хехеяну, благодарением Бога, «давшего нам дожить до этого времени». Обряд вечернего Кидуша принят как в синагогах консервативного иудаизма, так и у реформистов.